# Châtillon (Italia)
Châtillon (desde el 1939 hasta el 1946 se llamaba Castiglion Dora) es un municipio italiano de 4.831 habitantes del Valle de Aosta. 

## Fracciones
Albard, Arsine, Assert, Barme des Antesans, Barmafol, Barmusse, Baron Gamba, Bellecombe, Bertine, Biolasse Dessous, Biolasse Dessus, Bioure, Boësse, Boëttes, Bourg, Breil de Barrel (Petit Breil), Bren, Brenvey, Breton, Brusoncles des Gard (Dessus), Brusoncles des Janin (Dessous), Cerouic, Chameran, Chameran dessus, Champ, Champlong, Chancellier, Chancellier Dessous, Chancellier Dessus, Chardin, Chavod, Chenez, Chesalet, Cillod, Cloitres, Closel Dessous, Closel Dessus, Conoz Dessous, Conoz Dessus, Cretadonaz, Crétaz, Crétaz Chardon, Cret Blanc Dessous, Cret Blanc Dessus, Cret de Breil, Devies, Domianaz, Étavé, Étrop, Étrop Dessus, Fontanelle, Forni, Francou, Fressoney, Garin, Giacomet, Glereyaz, Grand Frayan, Grand Prà, Grange de Barme, Gros Breil, Govergnou, Isseuries, La Fournaise, La Marca, La Nouva, Larianaz, La Sounère, La Tour, La Verdettaz, Les Îles, Lo Cret, Merlin, Mon Ross Dessus, Moriola, Murate, Neran, Nissod, Nuarsa, Panorama, Pavirola, Perolles, Perrianaz, Perry, Petit Frayan, Piou, Pissin Dessous, Pissin Dessus, Plan Pissin, Plantin, Pointé, Pracarrà, Pragarin Dessous, Pragarin Dessus, Pranego, Promiod, Remela, Revard, Saint Clair, Salè, Salè Dessus, Salère, Saint-Valentin, Sarmasse, Sellotaz, Setoret, Sez de Val, Soleil, Soletta, Sopien, Taxard, Toniquet, Tornafol, Toule, Tour de Grange, Travod, Ussel, Varé, Ventoux, Verlex

## Transportes

### Aeropuerto
El aeropuerto más cercano es el de Turín.

### Conexiones viales
La conexión vial principal es la autopista A5 Turín-Aosta y tiene una salida justo en Châtillon.

### Conexiones ferroviarias
En Châtillon hay una estación de ferrocarril de la línea Turín-Aosta .

## Lugares de interés
- Castillo de Ussel: importante castillo del siglo XIV, muy bien conservado gracias a la restauración y remodelación por las autoridades de la Región en los años ochenta del siglo XX. Este castillo, que se halla sobre un promontorio, es el primer ejemplo en el Valle de Aosta de castillo monobloque y fue construido por la familia Challant. Ahora es sede de exposiciones temporales.[3]

## Evolución demográfica
| Gráfica de evolución demográfica de Châtillon entre 1861 y 2001 |
|                                                                 |
| Fuente ISTAT - elaboración gráfica de Wikipedia                 |